# 芸術 (教科)
芸術（げいじゅつ）は、学校教育における教科の一つ。

## 概要
芸術は、音楽や美術などの芸術について学習する教科である。現行の日本の学校教育制度上、初・中等教育において、芸術が登場するのは高等学校（中等教育学校の後期課程および視覚障害者または聴覚障害者を教育する特別支援学校の高等部を含む）のみである。しかし、この教科は小学校（特別支援学校の小学部、義務教育学校の前期課程を含む）や中学校（中等教育学校の前期課程、特別支援学校の中等部、義務諸教育学校の後期課程を含む）および特別支援学校のうち知的障害者を教育する特別支援学校の高等部（かつての知的障害者を教育する養護学校の高等部を含む）における「音楽」、「美術」などを取り扱う教科を総称したものであり、学習指導要領で教科名として規定されていない小学校、中学校および特別支援学校のうち知的障害者教育する特別支援学校の高等部の教育でも便宜的に用いられることがある。
2003年に施行された高等学校学習指導要領においては、音楽I、音楽II、音楽III、美術I、美術II、美術III、工芸I、工芸II、工芸III、書道I、書道II、書道IIIの12科目が設定されている。それらの標準単位数は各々2である。これらの科目のなかで、音楽I、美術I、工芸I、書道Iの内1科目を「すべての生徒に履修させる各教科・科目」と定めている。また、IIの付いた科目は該当するIの科目を、IIIの付いた科目は該当するIIの科目を履修した後に履修することを原則とするとしている。

## 備考
学習指導要領によれば、単一教科であっても、教育職員免許法においてはそれぞれの分野別の教科扱いになっている。そもそも、高等学校の教員免許には事実上「芸術科」はなく、高等学校の教員免許にも中学校の教員免許同様に、「音楽」、「美術」、「国語」のそれぞれの教科に関する教員免許があり、さらには「工芸」、「書道」の教科に関する高等学校の教員免許があるので、単一教科であっても、高等学校の教員免許制度からすれば、「音楽」、「美術」、「工芸」、「国語」、「書道」の分野別にそれぞれ分かれている。例えば、音楽の教科に関する高等学校の教員の免許しか所持していない教諭が、美術、工芸、書道のいずれかの分野に関する授業を受け持つことができないことになっている。

多くの高等学校では音楽・美術・書道から1科目選択履修させているところが多い。工芸が開講される学校は稀である。

## 関連教育
- 音楽は小・中学校の「音楽」、美術は小学校の「図画工作」（以下「図工」）の一部と、中学校の「美術」の一部、工芸は小学校の「図工」の一部と中学校の「美術」の一部と技術・家庭における「技術」の一部、書道は小・中学校の国語における「書写」と関連している。